# Pont de Goi
El pont de Goi és un antic pont del camí entre Tarragona i Lleida; travessa el riu Francolí entre els termes municipals de Valls i Alcover. Es tracta d'un pont de tres arcs, pla, molt modificat (avui dia és una carretera), tot de pedra i amb tallamars.

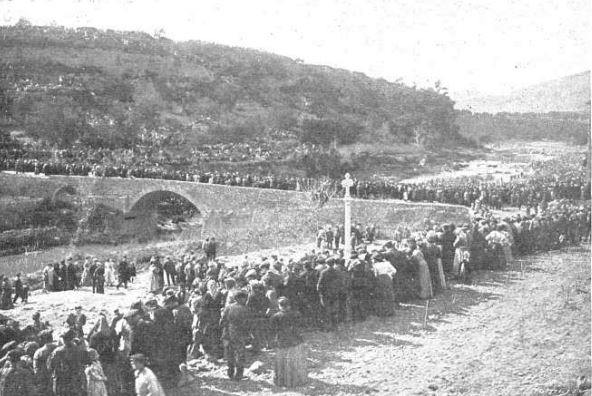
Celebració del centenari de la batalla del Pont de Goi (1909)

És on va tenir lloc la batalla del Pont de Goi del 15 de febrer de 1809 durant la guerra del francès. En aquesta batalla s'enfrontaren el general de les tropes napoleòniques Laurent Gouvion Saint-Cyr i les forces de la Junta Superior comanades pel general Teodoro Reding. Finalment, les tropes napoleòniques guanyaren la batalla i es pogueren quedar amb tot el domini del Camp de Tarragona. El 1909, data del primer centenari, s'hi col·locà una creu commemorativa. El 2009, any del segon centenari, aquesta creu fou reconstruïda i restaurada per l'ajuntament de Valls i la Diputació de Tarragona